# Алі Каабі
Алі Каабі (араб. علي الكعبي, нар. 15 листопада 1953) — туніський футболіст, що грав на позиції захисника. Всю футбольну кар'єру провів у клубі «Олімпік Транспор», грав також у національній збірній Тунісу.

## Клубна кар'єра
Алі Каабі розпочав виступи в дорослому футболі у 1972 році в команді «Олімпік Транспор», кольори якої і захищав протягом усієї своєї кар'єри гравця, що тривала до 1983 року.

## Виступи за збірну
1974 року дебютував в офіційних матчах у складі національної збірної Тунісу. У складі збірної був учасником чемпіонату світу 1978 року в Аргентині, брав участь у всіх трьох матчах групової стадії чемпіонату світу, а в переможному матчі з Мексикою став автором першого забитого м'яча туніської збірної на світових першостях. 
Також у складі збірної був учасником Середземноморських ігор 1975 року в Алжирі, здобувши бронзові нагороди, та Кубка африканських націй 1978 та 1982 років.
Всього у складі збірної грав до 1982 року, зіграв у складі збірної 77 матчів, у яких відзначився 9 забитими м'ячами.